# Bromwich Castle
Bromwich Castle var en stor landsby, der nu kaldes Castle Bromwich i West Midlands.  
Resterne af en motte and baileyfæstning er næsten ødelagt ved anlæggelsen af M6. Arkæologiske fund indikerer, at der har stået en træbygning på motten, og at der i 11- og 1200-tallet var flere bygninger på baileyen og et hus fra 1500-tallet.
52°30′29″N 1°47′31″V / 52.508°N 1.79194°V